# صهیونیسم

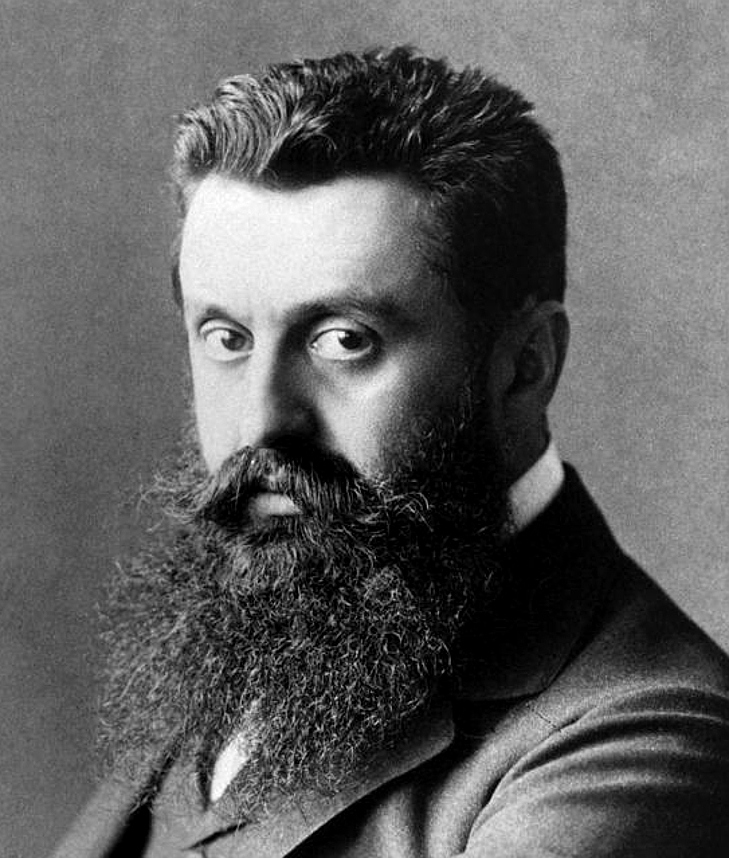
تئودور هرتسل بنیانگذار صهیونیسم

صهیونیسم (عبری: צִיּוֹנוּת‎ [tsijoˈnut]) یک جنبش سیاسی و ملی‌گرای یهودی است که در اواخر سده ۱۹ میلادی شکل گرفت. عمده‌ترین هدف جنبش صهیونیسم، تشکیل میهنی برای یهودیان بود. این جنبش بر منابع تاریخی و مذهبی تکیه دارد که یهودیان را به سرزمین اسرائیل ارتباط می‌دهد. قوم یهود از حدود ۳۲۰۰ سال پیش تا سال ۲۰۰ میلادی (که امپراتوری روم آن‌ها را پراکنده کرد) در سرزمین اسرائیل سکونت داشتند.
صهیونیسم اعتقادات یهودیان سرتاسر جهان را تحت شعاع قرار می‌دهد و آن‌ها را ترغیب به مهاجرت به سرزمین موعود می‌کند. به همین علت در ابتدا یهودیان با هر عقیده‌ای به این جنبش پیوستند. پس از مدتی که اختلافات عقیدتی در آن‌ها بروز کرد صهیونیسم به شاخه‌های دیگری مانند «صهیونیسم مذهبی»*، «صهیونیسم سوسیال»*، و «صهیونیسم تجدیدنظر طلب»* تقسیم شد. با این حال تمام این شاخه‌ها در عقیدهٔ پایه، یعنی بازگشت یهودیان به اسرائیل و تشکیل دولت یهودی مشترکند.به طور کلی سیاست صهیونیسم تحت تأثیر ایدئولوژی ناسیونالیستی و اندیشه های استعماری بود.
مخالفت‌هایی با صهیونیسم در موارد مختلفی چون مخالفت‌های مذهبی، نحوهٔ فکری ملی‌گرای رقیب و اختلاف عقیدهٔ سیاسی که این ایدئولوژی را غیراخلاقی یا غیر عملی می‌شمارد، به وجود آمده است.صهیونیست‌ها و دیگر حامیان اسرائیل استدلال می‌کنند که امنیت و ادامه حیات قوم یهود به وجود یک کشور یهودی بستگی دارد و مکان مناسب برای آن دولت، سرزمین اجدادی یهودیت است. در همین حال، فلسطینی‌ها و حامیان آنها، صهیونیسم را یک جنبش امپریالیستی یا نژادپرستانه می دانند که به زور سرزمین های عربی را استعمار کرده و مردم بومی فلسطین را به عنوان شهروندان درجه دوم به انقیاد می کشاند. آنها صهیونیسم را بت دروغینی میدانند که ایده سرزمین موعود را گرفته و آن را تبدیل به سلاح‌های وحشیانه‌ای برای پاکسازی قومی و نسل‌کشی برای تبدیل فلسطین به سرزمین موعود کرده اند.‌ 
مجمع عمومی سازمان ملل متحد در سال ۱۹۷۵ قطعنامه ۳۳۷۹ را با ۷۵ رأی موافق، ۳۵ رأی مخالف و ۳۲ رأی ممتنع به تصویب رساند که در آن «صهیونیسم شکلی از نژادپرستی و تبعیض نژادی معرفی شده» بود. در سال ۱۹۹۱ همین مجمع در قطعنامه ۴۶/۸۶ با ۱۱۱ رأی موافق، ۳۳ رأی مخالف و ۱۳ رأی ممتنع اعلام کرد که قطعنامه ۳۳۷۹ را لغو می‌کند.

## واژه
واژه «صهیونیسم» برگرفته از «صهیون» یا صیون (به عبری: ציון)، نام تپه‌ای در اورشلیم (که در تورات نیز به آن اشاره شده) است. ناتان برنبام برای نخستین بار این واژه را به معنای «ملی‌گرایی یهودی» در ژورنال «خود-رستگاری» به کار برد. صهیونیسم در ابتدا از مایه‌های مذهبی یهودیان برای اجتماع آنان در فلسطین وام می‌گرفت، با این حال صهیونیسم مدرن، بیشتر جنبشی سکولار است که بنا به ادعای خودشان در پاسخ به یهودستیزیهای قرن ۱۹ در اروپا فعالیت می‌کند. از زمان پایه‌ریزی کشور اسرائیل، واژه «صهیونیسم» عموماً به معنای پشتیبانی کردن اسرائیل به عنوان کشوری برای ملت یهود یهودیان به کار می‌رود.

## برقراری جنبش صهیونیسم

### پیش‌زمینهٔ تاریخی
همچنین ببینید: تاریخ قوم اسرائیل
قوم بنی‌اسرائیل (که خود به ۱۲ قوم تقسیم می‌شود) بازماندگان قبایلی هستند که ابتدا در حدود ۴۰۰۰ سال پیش در جنوب بین‌النهرین ساکن بوده‌اند، بعد به سرزمین کنعانیان(فنیقیهای‌ها) و سپس به مصر مهاجرت کرده‌اند*. در مصر مورد ظلم و ستم قرار گرفته‌اند و با ظهور موسی در حدود ۳۳۵۰ سال پیش، به دین موسی گرویدند و طی مهاجرتی معروف توسط وی دوباره به سرزمین کنعان انتقال داده شدند. این قوم در حدود ۳۰۰۰ سال پیش اولین دولت خود را در همان سرزمین بنیان نهادند. بعدها در اثر هجوم بیگانگان و جنگ‌های داخلی ۱۱ قوم دیگر از بین می‌روند یا به عنوان برده در قوم یهودا ادغام می‌شوند. افرادی را که امروزه به بنی‌اسرائیل منسوب می‌کنند، در واقع بازماندگان قوم یهودا هستند.
در سال ۵۹۷ ق. م؛ که بخت‌النصر امپراتور بابل سرزمین یهودیه را به تصرف درآورد، بسیاری از مردمان آن را که توان کاری داشتند به اسارت به بابل برد که در آن هنگام پایتخت کلدانی محسوب می‌شد. سرزمین یهودیه به صورت یکی از ایالات دور افتاده امپراتوری بابل درآمد. سرانجام امپراتوری قدرتمند بابل به دست کوروش بزرگ در سال ۵۳۸ ق.م. گشوده شد. ساتراپ بابل بخشی از امپراتوری هخامنشی گردید. کوروش بزرگ به یهودیان امکان داد به سرزمین خویش بازگردند، شماری از آنان به سرزمین ایران کوچ کردند.
از سال ۷۰ میلادی و پس از شکست یهودیان در شورش بزرگ* و تخریب اورشلیم توسط امپراتوری روم، و همچنین شکست دیگر در شورش بارکخبا* در سال ۱۳۵ میلادی که به پراکنده شدن بخشی از یهودیان در دیگر نقاط امپراتوری منجر شد، بازگشت این عده از یهودیان مهاجرت کرده به سرزمین مادری پس از حدود ۱۹۰۰ سال، همواره دغدغه این یهودیان مهاجرت کرده به بقیه دنیا، به صورت آرزو بوده است. به علت نتایج مصیبت بار این شورش‌ها، چنین جنبش‌های مردمی که برای بازپس‌گیری حاکمیت ملی و بر اساس تأثیرات دینی به وجود آمده بودند، پس از قرن‌ها امیدهای بربادرفته که از یک «مسیحا» ی دروغین به مسیحای دیگری ختم می‌شد، به جنبش‌هایی تبدیل شدند که در آن‌ها توکل به مشیت الهی، با این فرض که خواست خدا بر این است که این سرزمین در نهایت به قوم برگزیده یهود برسد، جایگزین عناصر انسانی «رستگاری توسط مسیح» شده است. با وجود اینکه قومی‌گرایی یهودی در دوران باستان بیشتر جنبهٔ مذهبی داشته است، با این حال مطرح شدن دوبارهٔ بازگشت به سرزمین مادری در بین یهودیان را باید مدیون برپایی ایدئولوژیکی و سیاسی صهیونیسم دانست.
با این حال یهودیان حتی بعد از شورش «بارکخبا» نیز در اقلیت‌های کوچکی به‌طور مستمر در سرزمین فلسطین زندگی می‌کرده‌اند و برای این حضور مدارک تاریخی زیادی وجود دارد. به عنوان مثال، تلمود اورشلیم در قرن‌های پس از این شورش تألیف شده است. ابداع‌کنندهٔ «علامات مصوت‌های عبری» نیز در قرن پنجم، در یکی از اجتماعات یهودی فلسطین زندگی می‌کرده است.
پراکندگی آرام و تدریجی حضور یهودیان در فلسطین به علل گوناگون روی داد. از جمله شکست در شورش بارکخبا توسط آدریان (امپراتور وقت روم)، گشودن فلسطین در سال ۶۰۰ میلادی توسط اعراب، جنگهای صلیبی در سده ۱۱ و پس از آن، و همچنین بی‌کفایتی امپراتوری عثمانی از سدهٔ ۱۵ به بعد، که به واسطهٔ آن، زمین، به شدت حاصلخیزی خود را از دست داد و اقتصاد به معنای واقعی صفر شد.

### مهاجرت یهودیان، پس از قرن‌ها پراکندگی
بازگشت در سرزمین مادری در بین نسل‌های مختلف یهودیان پراکنده همواره موضوعی با اهمیت تلقی می‌شده است. این علاقه، مخصوصاً خود را در دعاهای «عبور»* و «یوم کیپور»* نشان می‌دهد که مطابق سنت حاوی جملهٔ «سال بعد در اورشلیم» هستند.
مهاجرت به اورشلیم طبق قوانین یهود* همواره عملی قابل ستایش محسوب شده است و به عنوان یک امر الهی در بیشتر نسخه‌های ۶۱۳ فرمان نیز آمده است. با این که چنین چیزی در نسخهٔ میمونیدز* نیامده است، اما خود او در نوشته‌هایش ذکر می‌کند که بازگشت به اورشلیم برای یهودیان امری بی‌نهایت ضروری و مهم است*. از قرون وسطی و بعد از آن، تعدادی از یهودیان مشهور و بعضاً مریدان آن‌ها به فلسطین مهاجرت نمودند. از بین آن‌ها می‌توان به نامانیده*، یچل پاریس* و صدها تن از شاگردانش، یوسف کارو*، مناشم مندل* ویتبسک و ۳۰۰ تن از پیروانش، ویلنا گائن* و بیش از ۵۰۰ تن از شاگردانش (به همراه خانواده‌هایشان) اشاره نمود.

### صهیونیسم اولیه
پس از نوزایی فرهنگی یهودیان در قرن ۱۸ و ۱۹ میلادی که هاسکالا نامیده می‌شود، و در پی انقلاب فرانسه و گسترش عقاید لیبرال میان عده‌ای از یهودیان تازه از سلطه خارج شده، برای اولین بار طبقه‌ای از یهودیان سکولار به وجود آمد که دارای عقاید متداولی چون عقل‌گرایی، رمانتیسیم و از همه مهم‌تر ملی‌گرایی بودند. یهودیانی که یهودی‌گری را حداقل به معنای سنتی آن کنار گذاشته بودند، هویت جدیدی به عنوان یک ملت و بر اساس مصداق اروپایی آن برای یهودیان تشکیل دادند. الهام بخش آن‌ها در این فعالیت، فعالیت‌های ملی دیگر کشورها، از قبیل یگانگی آلمانی‌ها و ایتالیایی‌ها، و همچنین استقلال مجارستان و لهستان بود. آن‌ها از خود می‌پرسیدند که اگر ایتالیایی‌ها مستحق داشتن سرزمین مادری و میهن هستند، چرا یهودیان نباشند؟
پیش روی جدید در جنبش صهیونیسم در سال‌های ۱۸۰۰، با تلاش نمایشنامه نویس، روزنامه‌نگار و دیپلمات متولد آمریکا، مردخای مانوئل نوح* در سال ۱۸۲۰ ایجاد شد که در برقراری میهنی در گراند آیلند نیویورک* برای یهودیان کوشید.

### صهیونیسم مدرن
موشه هس در سال ۱۸۶۲ کتاب رم و اورشلیم را منتشر کرد. هس تاریخ را مجموعه‌ای از تلاش برای نژاد و هویت ملی می‌دانست. او ایده ملی‌گرایی ایتالیایی را مورد بررسی قرار داد و به این نتیجه رسید که یهودیان نیز نیازمند جنبش ملی‌گرایی هستند. او در کتاب خود پیشنهاد تأسیس یک کشور سوسیالیست در فلسطین را می‌دهد و اعتقاد دارد که این تنها روش برای حل مشکل یهودی‌ستیزی در دنیای مدرن است. در زمانی که کتاب او نوشته شد، بیشتر یهودیان آلمانی مایل به حل شدن در اجتماع بودند و علاقه چندانی به تشکیل کشور یهودی نداشتند و کتاب او هیچ جنبش اجتماعی ایجاد نکرد.
بعدها تئودور هرتزل ایده‌های موشه هس را مورد توجه قرار داد و کتاب کشور یهود را در ۱۸۹۶ منتشر کرد.

## نقد صهیونیسم و مخالفت با آن
سازمان‌ها و افراد گوناگونی، مخصوصاً بعد از سال۱۹۴۸ با صهیونیسم مخالفت کرده‌اند. اتحادیه عرب و کمیته عالی عربی طرح جداسازی سازمان ملل (قطعنامه۱۸۱ مجمع عمومی سازمان ملل متحد) را که ایجاد دولت یهودی و عربی در فلسطین را می‌پذیرد رد کرده‌اند، و اسراییل را اشغالگر «اراضی عربی» دانسته‌اند. دولت عربی همچنین فلسفه صهیونیسم را که ایجاد اسراییل را تعهد کرده رد می‌کنند و به خصوص مدعی اند جابجایی ۷۰۰۰۰۰ پناهنده عرب در مهاجرت دسته جمعی سال۱۹۴۸ فلسطین، و مناقشه در پی آن، نتیجه اجتناب ناپذیر بنیان دولت یهودی است.
عده‌ای از یهودیان مقیم آمریکا نیز گاه تظاهراتی علیه اسرائیل و مکتب صهیونیسم برگزار می‌کنند. آن‌ها رابطه بین صهیونیسم و یهود را انکار می‌کنند و اسرائیلیان را اشغالگران فلسطین می‌نامند. جنبش رائلیان نیز مخالفت‌ها و نظرات خاص خود را در این موضوع دارند.
مهم‌ترین مخالف و معارض با صهیونیسم در حال حاضر،بعد از انقلاب سال ۱۳۵۷ و با تغییر حکومت در ایران،رژیم جمهوری اسلامی ایران  است. حکومتی که پس از انقلاب سال ۱۳۵۷ (۱۹۷۹ میلادی) در ایران به قدرت رسید، از روز اول با این اندیشه مخالفت کرد و یکی از اهداف خود را نابودی آن بیان نمود. هر ساله و تقریباً در هر مراسمی در این کشور و میان گروه‌های پیرو آن اقدام به تهدید و شعار ضد این اندیشه و اسرائیل می‌کنند.

### قطعنامه‌های محکوم‌کننده صهیونیسم
سازمان وحدت آفریقا و جنبش غیرمتعهدها قطعنامه‌هایی در اوایل دهه۷۰ میلادی علیه صهیونیسم صادر کردند.

### یهودیان مخالف صهیونیسم
برخی خاخام‌های یهودی با جنبش صهیونیسم مخالفند. از جمله:
- ماشاالله گلستانی‌نژاد[۲۵]
- ناتوری کارتا
- ربی دیوید ویس

## پی‌نوشت
1. ^ Religious Zionism
2. ^ Social Zionism
3. ^ Revisionist Zionism
4. ^ Nathan Bernbaum
5. ^  کتاب خروج باب یکم- آیات ۱ الی ۱۸
6. ^ Self Emancipation, ۱۹۸۰
7. ^  صهیونیسم در مقابل یهودستیزی: «صهیونیست‌های سیاسی، صهیونیسم را پاسخ یهودیان به یهودستیزی می‌دانند. آن‌ها معتقدند که یهودیان می‌بایست هر چه زودتر کشور مستقلی برای خود داشته باشند تا از آزار و خطرات دیگران برای تشکل‌های یهودی در امان باشند.» (Wylen, Stephen M. Settings of Silver: An Introduction to Judaism, Second Edition, Paulist Press, 2000, p. ۳۹۲)
 «صهیونیسم جنبش ملی یهودیان برای بازگشت به سرزمین مادری آنهاست که در پاسخ به یهودی‌ستیزی‌های اروپای غربی و آزار و خشونت علیه آنان در اروپای شرقی به وجود آمد.»(Calaprice, Alice. The Einstein Almanac, Johns Hopkins University Press, 2004, p. xvi)
 «پاسخ عمده به یهودی‌ستیزی، ظهور صهیونیسم در اواخر قرن نوزدهم و تحت رهبری تئودور هرتزل بود.»(Matustik, Martin J. and Westphal, Merold. Kierkegaard in Post/Modernity, Indiana University Press, 1995, p. ۱۷۸)
 «صهیونیسم در پاسخ به یهودی‌ستیزی (که بیشتر در روسیه رخ می‌داد) به وجود آمد. با این حال وقتی بدترین کابوس یهودیان در اروپای غربی تحت کنترل نازی‌ها به و قوع پیوست، این جنبش اوج گرفت.»(Hollis, Rosemary. The Israeli-Palestinian road block: can Europeans make a difference?, International Affairs ۸۰، ۲ (۲۰۰۴), p. ۱۹۸).
8. ^ Great Jewish Revolt
9. ^ Bar Kokhba's Revolt
10. ^  Passover:دعا و مراسمی که یادبود خارج شدن عبریان از مصر و گذر آنان را از دریای سرخ گرامی می‌دارد. این مهاجرت به تفصیل در سفر خروج تورات آمده است.
11. ^ Yom Kippur
12. ^ Halakhah یا قوانین یهود که که تا قرن پنجم میلادی بر اساس تلمود و پس از آن میدراش و دیگر تفاسیر کتاب مقدس نوشته شده‌اند
13. ^ :Mamonides فیلسوف و پزشک یهودی قرن ۱۲
14. ^  «هر که در سرزمین اسرائیل زندگی کند بدون گناه باقی خواهد ماند.»(Hilchos Melachim ۵:۱۲۱۳)
 «اگر برده‌ای یهودی بخواهد به سرزمین اسرائیل مهاجرت کند، اربابش نیز باید با او برود، یا او را به فردی بفروشد که با او به اسرائیل برود»(Hilchos Avadim ۸:۹)
او همچنین در (Hilchos Avadim ۸:۱۰)اظهار می‌کند که اگر برده‌ای یهودی به سرزمین اسرائیل بگریزد، دادگاه یهودی او را آزاد خواهد کرد. در تلمود(Kesubos ۱۱۰) نیز لیستی از دلایل که به عنوان فرمان اسکان در اسرائیل تلقی می‌شود وجود دارد.
15. ^ Nahmanides عالم اسپانیایی قرن ۱۲ و رهبر مذهبی یهودیان
16. ^ Yechiel of Paris
17. ^ Yosef Karo
18. ^ (Menachem Mendel (of Vitebsk
19. ^ Vilna Gaon
20. ^ Mordecai Manuel Noah
21. ^ Grand Island , New York